# Liste der denkmalgeschützten Objekte in Ravelsbach
Die Liste der denkmalgeschützten Objekte in Ravelsbach enthält die 43 denkmalgeschützten, unbeweglichen Objekte der Gemeinde Ravelsbach in Niederösterreich (Bezirk Hollabrunn).

## Denkmäler
| Foto |                 | Denkmal                                                                                               | Standort                                                     | Beschreibung | Metadaten |
| ---- | --------------- | --- | ------------------------------------------------------------ | --- | --- |
| ja   | Datei hochladen | Ortskapelle HERIS-ID: 8432 Objekt-ID: 4386                                                            | neben Baierdorf 12 Standort KG: Baierdorf                    | Spätbarocke Kapelle, die nach einem Brand im Jahre 1838 wiederhergestellt wurde. Halbrundfenster und Portal mit Putzbändern gerahmt. Giebelreiter mit Pyramidenhelm. | BDA-Hist.: Q38003611 Status: § 2a Stand der BDA-Liste: 2025-06-30 Name: Ortskapelle GstNr.: 22 |
| ja   | Datei hochladen | Bildstock HERIS-ID: 30110 Objekt-ID: 26841                                                            | vor Baierdorf 36 Standort KG: Baierdorf                      | Auf abgefaster Säule mit unten profilierter und oben dachartig abgeschrägter Kragenplatte befindet sich der reliefierte Quaderaufsatz mit einer Dreifaltigkeitsdarstellung in Form eines Gnadenstuhls aus dem Jahre 1680. | BDA-Hist.: Q37930467 Status: § 2a Stand der BDA-Liste: 2025-06-30 Name: Bildstock GstNr.: 788/4 |
| ja   | Datei hochladen | Figurenbildstock heiliger Johannes Nepomuk HERIS-ID: 9548 Objekt-ID: 5523                             | Standort KG: Baierdorf                                       | Auf hohem Inschriftsockel, der mit 1760 bezeichnet ist, steht die Figur des hl. Johannes Nepomuk. | BDA-Hist.: Q38039613 Status: § 2a Stand der BDA-Liste: 2025-06-30 Name: Figurenbildstock heiliger Johannes Nepomuk GstNr.: 958 |
| ja   | Datei hochladen | Bildstock HERIS-ID: 16660 Objekt-ID: 12926 marterl.at: 14464                                          | Standort KG: Baierdorf                                       | Stark abgefaste Vierkantsäule mit je einem Zwickel unten in jeder Fase. Im Schulterstück vorne mit 1655 bezeichnet, gegenüber Relief mit gekreuzten Rebmessern. Die Kragenplatte ist unten gekehlt, oben dachartig abgeschrägt und trägt einen Quaderaufsatz mit je einer Rundbogenfüllung auf jeder Seite. Der Quader wird von einem geschweiften Pyramidenstumpf mit Steinkreuz bekrönt. | BDA-Hist.: Q37824253 Status: § 2a Stand der BDA-Liste: 2025-06-30 Name: Bildstock GstNr.: 940 |
| ja   | Datei hochladen | Mariensäule, Maria Immaculata HERIS-ID: 16867 Objekt-ID: 13135                                        | Standort KG: Baierdorf                                       | Über einem reliefierten Postament mit Inschrift und Jahreszahl 1814 steht auf einer unten profilierten und oben dachartigen Kragenplatte einer toskanischen Säule. Darüber erhebt sich auf einfach gestaffeltem Figurensockel die Figur der Maria Immaculata. | BDA-Hist.: Q37832911 Status: § 2a Stand der BDA-Liste: 2025-06-30 Name: Mariensäule, Maria Immaculata GstNr.: 846 |
| ja   | Datei hochladen | Figurenbildstock, Gnadenstuhl HERIS-ID: 25188 Objekt-ID: 21604                                        | Standort KG: Baierdorf                                       | Vierkantsäule mit langgestreckten gekerbten Füllungen an den Seiten. Über einem umlaufenden Halsgesims und leicht gekehltem Säulenhals steht auf kompaktem Figurensockel mit Wulst und Hohlkehle eine Dreifaltigkeitsdarstellung in Form eines Gnadenstuhls. | BDA-Hist.: Q37891030 Status: § 2a Stand der BDA-Liste: 2025-06-30 Name: Figurenbildstock, Gnadenstuhl GstNr.: 851 |
| ja   | Datei hochladen | Wegkreuz HERIS-ID: 16877 Objekt-ID: 13145                                                             | Standort KG: Gaindorf                                        | Niedriger Sockel mit Inschrift und Jahreszahl 1771, seitlich oben und unten in Schneckenwülsten auslaufend. Über einer reliefierten Zierdecke mit Spitzen und Quasten befindet sich ein von einer Schlange umwundener Berg aus geschichteten Steinen. Darüber ein Totenkopf mit Gebein. Darüber erhebt sich aus stilisierten Wolken ein großes Kruzifix flankiert am Fuß von einem trauernden Kinderengel und einem geflügelten Engelsköpfchen. | BDA-Hist.: Q37832923 Status: § 2a Stand der BDA-Liste: 2025-06-30 Name: Wegkreuz GstNr.: 1772 |
| ja   | Datei hochladen | Mariensäule HERIS-ID: 16879 Objekt-ID: 13147                                                          | Standort KG: Gaindorf                                        | Quaderförmiger reliefierter Sockel, unten durch gerollte Wülste verbreitert mit nach außen gestufter Deckplatte. Im Sockel vorne eine umrahmte Inschrift, rechts die hl. Katharina mit Krone, Schwert und Rad, links der hl. Josef mit dem Jesuskind. Auf einer kleinen Fußplatte erhebt sich die schlanke leicht konische Säule mit Halsring und nach außen gekehlter Kragenplatte mit dem Standbild der hl. Maria. | BDA-Hist.: Q37832940 Status: § 2a Stand der BDA-Liste: 2025-06-30 Name: Mariensäule GstNr.: 1613 |
| ja   | Datei hochladen | Ortskapelle hll. Rochus und Sebastian HERIS-ID: 16335 Objekt-ID: 12593                                | neben Gaindorf 88 Standort KG: Gaindorf                      | Der breite Bau mit mächtigem die Apsis einschließenden Turm mit spitzem Kupferdach wurde im Jahre 1778 erbaut. | BDA-Hist.: Q37812909 Status: § 2a Stand der BDA-Liste: 2025-06-30 Name: Ortskapelle hll. Rochus und Sebastian GstNr.: 156 |
| ja   | Datei hochladen | Gnadenstuhl HERIS-ID: 13410 Objekt-ID: 9589                                                           | vor Gaindorf 98 Standort KG: Gaindorf                        | Unten geschwungen ausladender Sockel mit Inschrift, darüber ein Blattrelief. Auf einer nach außen getreppten Deckplatte erhebt sich über einem kleinen Säulensockel eine sich verjüngende Vierkantsäule, die an der Vorderseite oben und unten mit Reliefornamenten reich verziert ist. Darüber befindet sich eine Kranzleiste und ein nach außen gestuftes Kapitell, auf dem sich die aus der Mitte des 18. Jahrhunderts stammende Figurengruppe Gnadenstuhl erhebt. | BDA-Hist.: Q38177596 Status: § 2a Stand der BDA-Liste: 2025-06-30 Name: Gnadenstuhl GstNr.: 1604/2 |
| ja   | Datei hochladen | Ortskapelle heiliger Florian HERIS-ID: 16884 Objekt-ID: 13152                                         | gegenüber Minichhofen 6 Standort KG: Minichhofen             | Rechteckbau mit Rundbogenfenstern, mächtiger Turm mit Lothringer Kreuz. Erbaut im Jahre 1786 an Stelle einer Betsäule heiliger Florian. | BDA-Hist.: Q37832949 Status: § 2a Stand der BDA-Liste: 2025-06-30 Name: Ortskapelle heiliger Florian GstNr.: 102 Ortskapelle Minichhofen, Gemeinde Ravelsbach |
| ja   | Datei hochladen | ehemaliger Wirtschafts- und Zehenthof des Stiftes Göttweig HERIS-ID: 16886 Objekt-ID: 13154           | Minichhofen 10 Standort KG: Minichhofen                      | Vierseithof im Kern aus dem Ende des 17. Jahrhunderts. Oberhalb des Eingangstors befindet sich ein Wappenschild. | BDA-Hist.: Q37832954 Status: Bescheid Stand der BDA-Liste: 2025-06-30 Name: ehemaliger Wirtschafts- und Zehenthof des Stiftes Göttweig GstNr.: 109 Minichhofen Wirtschaftshof                                                                                            |
| ja   | Datei hochladen | Ehem. Gästehaus des Stiftshofes HERIS-ID: 16888 Objekt-ID: 13156                                      | Minichhofen 11 Standort KG: Minichhofen                      | Der Zwerchhof stammt aus dem späten 18. Jahrhundert. | BDA-Hist.: Q37832960 Status: Bescheid Stand der BDA-Liste: 2025-06-30 Name: Ehem. Gästehaus des Stiftshofes GstNr.: 68/1 Gästehaus Minichhofen, Gemeinde Ravelsbach |
| ja   | Datei hochladen | Dreifaltigkeitssäule HERIS-ID: 16895 Objekt-ID: 13163                                                 | vor Minichhofen 15 Standort KG: Minichhofen                  | Auf einer geradlinigen Basis mit Wulstabschluss befindet sich ein quaderförmiger Sockel mit leicht vertieften Füllungen auf drei Seiten. In der vorderen Füllung sind eine Inschrift und die Bezeichnung „1845“, darüber eine gestuft gekehlte Deckplatte. Auf einem schlichten Säulensockel erhebt sich eine leicht konische Rundsäule mit Basiswulst und Doppelkragenring mit bekrönendem Gnadenstuhl. | BDA-Hist.: Q37832987 Status: § 2a Stand der BDA-Liste: 2025-06-30 Name: Dreifaltigkeitssäule GstNr.: 114/5 |
| ja   | Datei hochladen | Figurenbildstock, Pietà von Maria Dreieichen HERIS-ID: 16898 Objekt-ID: 13166 marterl.at: 13646       | Standort KG: Minichhofen                                     | Vorne reliefierter Volutensockel mit einem Relief Arme Seelen im Fegefeuer und der Bezeichnung 1757. Den Abschluss des Sockels bildet eine Zierdecke mit herabhängenden Spitzen. Darauf erhebt sich über ausladenden Volutenwülsten eine mit einem Blumenband reliefierte Vierkantsäule mit einem Kranzgesims und einem in gerollten Wülsten auslaufenden reliefierten Kapitell. Auf einer nach außen gestuften Kragenplatte steht vor Bäumen mit reichem Blattwerk die Figurengruppe Pietà von Maria Dreieichen. | BDA-Hist.: Q37833007 Status: § 2a Stand der BDA-Liste: 2025-06-30 Name: Figurenbildstock, Pietà von Maria Dreieichen GstNr.: 360 |
| ja   | Datei hochladen | Bildstock, Pichlerkreuz HERIS-ID: 16899 Objekt-ID: 13167                                              | Standort KG: Minichhofen                                     | Die toskanische Säule auf Postament ist mit 1855 bezeichnet und wurde 1992 renoviert. Als Aufsatz polychrome Darstellung Maria mit Kind. | BDA-Hist.: Q37833016 Status: § 2a Stand der BDA-Liste: 2025-06-30 Name: Bildstock, Pichlerkreuz GstNr.: 343 |
| ja   | Datei hochladen | Ortskapelle HERIS-ID: 16904 Objekt-ID: 13172                                                          | neben Oberravelsbach 22 Standort KG: Oberravelsbach          | Spätbarockbau mit gefaschten Rundbogenfenstern und hölzernem Giebelreiter mit Pyramidenhelm aus dem Jahre 1798. | BDA-Hist.: Q37833067 Status: § 2a Stand der BDA-Liste: 2025-06-30 Name: Ortskapelle GstNr.: 64/2 |
| ja   | Datei hochladen | Wegkapelle, Pestkapelle und Pestgrab HERIS-ID: 16908 Objekt-ID: 13176                                 | Standort KG: Oberravelsbach                                  | Rechteckiger Barockbau mit Satteldach und Korbbogenportal mit verglaster Holztüre hinter einem Lanzengitter aus Schmiedeeisen. Daneben befindet sich ein Opferstock aus Stein. In einer rechteckigen Giebelnische befindet sich ein schlichtes Kreuz. Darunter liegt eine zweite rechteckige leere Nische, aber um 180 Grad gedreht. Die Kapelle steht auf dem ehemaligen Pestfriedhof, der 1679 nördlich weit außerhalb des Ortes angelegt wurde. Vor der Kapelle ist noch ein Grab aus diesem Jahr erhalten. | BDA-Hist.: Q37833082 Status: § 2a Stand der BDA-Liste: 2025-06-30 Name: Wegkapelle, Pestkapelle und Pestgrab GstNr.: 1335 Pestkapelle und Pestgrab, Oberravelsbach |
| ja   | Datei hochladen | Figurenbildstock, Maria Krönung HERIS-ID: 16910 Objekt-ID: 13178                                      | Standort KG: Oberravelsbach                                  | Anmerkung: Objekt wird lt. Auskunft der Gemeinde zurzeit (Juni 2013) restauriert, 2015 Standort verifiziert (Foto des Sockels nach Commons hochgeladen).[veraltet] | BDA-Hist.: Q37833097 Status: § 2a Stand der BDA-Liste: 2025-06-30 Name: Figurenbildstock, Maria Krönung GstNr.: 1320 Oberravelsbach Bildstock Maria Krönung |
| ja   | Datei hochladen | Bildstock HERIS-ID: 16911 Objekt-ID: 13179                                                            | Standort KG: Oberravelsbach                                  | Abgefaster Pfeilerbildstock mit stark verwitterter Inschrift (1535 ?) | BDA-Hist.: Q37833106 Status: § 2a Stand der BDA-Liste: 2025-06-30 Name: Bildstock GstNr.: 1179 Oberravelsbach Bildstock |
| ja   | Datei hochladen | Ortskapelle HERIS-ID: 16919 Objekt-ID: 13187                                                          | bei Parisdorf 41 Standort KG: Parisdorf                      | Nachbarocker Bau mit Halbkreisapsis, der nach einem Brand im Jahre 1832 wiederhergestellt wurde. Der vorgestellte Westturm ist im Erdgeschoß durch Nutungen und Faschen gegliedert. Über dem Portal und unterhalb des Schallgeschoßes eine Nische mit Relief. Rundbogenfenster im Schallgeschoß unter einem Giebelspitzhelm. | BDA-Hist.: Q37833144 Status: § 2a Stand der BDA-Liste: 2025-06-30 Name: Ortskapelle GstNr.: 142 |
| ja   | Datei hochladen | Figurenbildstock heiliger Donatus HERIS-ID: 16922 Objekt-ID: 13190                                    | Standort KG: Parisdorf                                       | Stark abgefaster Viereckschaft mit langgestreckten Zwickeln unten und oben gekehlt auslaufend. Im Hals des Schaftes ist eine leicht vortretende wappenartige Kartusche mit der Inschrift HL. DONATUS. Eine wuchtige nach außen gekehlte weit vorspringende Kragenplatte mit der als Landmann gekleideten Figur des hl. Donatus auf einem kleinen Figurensockel bildet den Abschluss. Der linke Arm trägt zwei Getreidebündel. | BDA-Hist.: Q37833162 Status: § 2a Stand der BDA-Liste: 2025-06-30 Name: Figurenbildstock heiliger Donatus GstNr.: 435/2 Parisdorf Donatus |
| ja   | Datei hochladen | Bildstock HERIS-ID: 16924 Objekt-ID: 13192                                                            | Standort KG: Parisdorf                                       | Der Bildstock wird als Weißes Kreuz, Türkenkreuz oder – da er aus verschiedenen Stücken zusammengesetzt ist – als Stücklkreuz bezeichnet. Die abgefaste Säule ist mit 1787 bezeichnet. Dach- und Kragenplatte sind gleichartig, unten mit Wulst und mehrfach gestuft. Dazwischen befindet sich der reliefierte Quaderaufsatz an der Rückseite mit einer Inschrift versehen, die an die Zweite Wiener Türkenbelagerung im Jahre 1683 erinnert. Die Bekrönung bildet ein an der Basis breit geschwungenes Steinkreuz. | BDA-Hist.: Q37833171 Status: § 2a Stand der BDA-Liste: 2025-06-30 Name: Bildstock GstNr.: 932 Parisdorf Bildstock 932 |
| ja   | Datei hochladen | Bildstock, Friedhöfelkreuz HERIS-ID: 16925 Objekt-ID: 13193                                           | Standort KG: Parisdorf                                       | Quaderförmiger Sockel mit schlanker Vierkantsäule, die an der Vorderseite ein Relief mit den Marterwerkzeugen in einem herabfallenden Band zeigt. Der Säulenhals ist durch ein umlaufendes Band abgesetzt. Zwischen Säulenhals und profilierter Kragenplatte befindet sich vorne die Jahreszahl 1680 und eine Inschrift. In den seichten Rundbogennischen des Quaderaufsatzes befinden sich Reliefs: Vorne ein Kruzifix, rechts der hl. Sebastian, links der hl. Rochus und an der Rückseite die hl. Rosalia. Über der profilierten Dachplatte befindet sich ein an der Basis geschwungenes Lilienkreuz. Der Name Friedhöfelkreuz ist darauf zurückzuführen, dass der Bildstock vor 1976 am Pestfriedhof hinter der heutigen Kriegerdenkmalkapelle stand. | BDA-Hist.: Q37833181 Status: § 2a Stand der BDA-Liste: 2025-06-30 Name: Bildstock, Friedhöfelkreuz GstNr.: 72 Parisdorf Friedhöfelkreuz |
| ja   | Datei hochladen | Bildstock, Folterkreuz HERIS-ID: 16926 Objekt-ID: 13194                                               | Standort KG: Parisdorf                                       | Achtseitschaft mit Quaderaufsatz und bekrönender Steinkreuzpyramide aus dem Jahre 1634. Anfang des 21. Jahrhunderts renoviert. Anmerkung: In Fehlerliste eingetragen. | BDA-Hist.: Q37833193 Status: § 2a Stand der BDA-Liste: 2025-06-30 Name: Bildstock, Folterkreuz GstNr.: 20 |
| ja   | Datei hochladen | Wegkapelle HERIS-ID: 16927 Objekt-ID: 13195 marterl.at: 14430                                         | Standort KG: Parisdorf                                       | Rund geschlossener Giebelbau mit Putzgliederung, in der Rundnische eine Pietà Maria Dreieichen. Kapellenbau und Pietà aus der 1. Hälfte des 19. Jahrhunderts, im Jahre 2009 renoviert. | BDA-Hist.: Q37833202 Status: § 2a Stand der BDA-Liste: 2025-06-30 Name: Wegkapelle GstNr.: 1007 Wunderer Kapelle |
| ja   | Datei hochladen | Ortskapelle Mariae Empfängnis HERIS-ID: 16928 Objekt-ID: 13196                                        | neben Pfaffstetten 71 Standort KG: Pfaffstetten              | Spätbarockbau mit Halbkreisapsis aus dem Jahre 1748, seither mehrfach renoviert und ausgebaut. Fassade durch Faschen gegliedert. Giebelreiter mit Zwiebelhelm und abschließendem Patriarchenkreuz. | BDA-Hist.: Q37833212 Status: § 2a Stand der BDA-Liste: 2025-06-30 Name: Ortskapelle Mariae Empfängnis GstNr.: 1 |
| ja   | Datei hochladen | Bildstock HERIS-ID: 16929 Objekt-ID: 13197                                                            | neben Hauptstraße 72 Standort KG: Pfaffstetten               | | BDA-Hist.: Q37833221 Status: § 2a Stand der BDA-Liste: 2025-06-30 Name: Bildstock GstNr.: 682 |
| ja   | Datei hochladen | Bildstock HERIS-ID: 16931 Objekt-ID: 13199 marterl.at: 13317                                          | Standort KG: Pfaffstetten                                    | | BDA-Hist.: Q37833229 Status: § 2a Stand der BDA-Liste: 2025-06-30 Name: Bildstock GstNr.: 273/2 |
| ja   | Datei hochladen | Pfarrhof HERIS-ID: 16941 Objekt-ID: 13209                                                             | Hauptplatz 1 Standort KG: Ravelsbach                         | Rechteckiger zweigeschoßiger Vierkantbau aus den 60er Jahren des 17. Jahrhunderts, wurde mehrfach – zuletzt in der Mitte des 19. Jahrhunderts erneuert. Fassade im Obergeschoß durch Blendrahmen und gefelderte Fensterachsen gegliedert. | BDA-Hist.: Q37833297 Status: § 2a Stand der BDA-Liste: 2025-06-30 Name: Pfarrhof GstNr.: 65/1 Pfarrhof Ravelsbach |
| ja   | Datei hochladen | Gartendenkmale im Pfarrhofgarten HERIS-ID: 16937 Objekt-ID: 13205                                     | bei Hauptplatz 1 Standort KG: Ravelsbach                     | Die Bauwerke befinden sich in der Südwest-Ecke des Pfarrhofgartens. | BDA-Hist.: Q37833281 Status: § 2a Stand der BDA-Liste: 2025-06-30 Name: Gartendenkmale im Pfarrhofgarten GstNr.: 60/2 Ravelsbach Gartendenkmale im Pfarrhofgarten |
| ja   | Datei hochladen | Figur Maria Immaculata HERIS-ID: 16958 Objekt-ID: 13226                                               | Hauptplatz 1 (Pfarrhof), in der Nähe Standort KG: Ravelsbach | Statue der Maria Immaculata auf großem Postament aus dem Jahre 1752 vor der Pfarrkirche. Das Postament ist unten quadratisch und einmal abgesetzt. Der geschwungene Mittelteil hat vertiefte Füllungen an den Seiten, darüber liegt eine getreppte Deckplatte. Der Figurensockel ist konisch, geschwungen und ist an den Ecken mit einem Blattornament versehen, vorne ist ein Muschelrelief mit Quaste. Die Statue steht auf einer kleinen Platte auf einer Erdkugel und einer Mondsichel mit einem Fuß auf einer Schlange mit einem Apfel im Maul. Im Faltenwurf des Umhanges ist ein geflügelter Engelskopf. | BDA-Hist.: Q37833407 Status: § 2a Stand der BDA-Liste: 2025-06-30 Name: Figur Maria Immaculata GstNr.: 378/1 |
| ja   | Datei hochladen | Altes Gerichtsgebäude HERIS-ID: 31716 Objekt-ID: 28700                                                | bei Hauptplatz 1 Standort KG: Ravelsbach                     | | BDA-Hist.: Q37943932 Status: Bescheid Stand der BDA-Liste: 2025-06-30 Name: Altes Gerichtsgebäude GstNr.: 65/3 |
| ja   | Datei hochladen | Radlbrunnerhof HERIS-ID: 16935 Objekt-ID: 13203                                                       | Hauptplatz 1a Standort KG: Ravelsbach                        | Zweigeschoßiger langgestreckter Gebäudetrakt erbaut nach 1763 über älterem Kern mit risalitartigem überhöhten Mittelteil. Bänderung der Fassade im Erdgeschoß des Mittelteiles, im Obergeschoß Fensterachsen durch Stürze und Plattenparapete betont. In den faschengegliederten Seitenteilen dominante Obergeschoßfenster mit bekrönenden Oculi. Im rechten Seitenflügel rundbogiges Kellerportal vom alten Kern. | BDA-Hist.: Q37833272 Status: Bescheid Stand der BDA-Liste: 2025-06-30 Name: Radlbrunnerhof GstNr.: 65/2 |
| ja   | Datei hochladen | katholische Pfarrkirche Mariae Himmelfahrt HERIS-ID: 16959 Objekt-ID: 13227                           | neben Hauptplatz 2 Standort KG: Ravelsbach                   | Barocke Kirche mit im Kern gotischem Turm. 1721 bis 1726 erfolgte ein Neubau unter der Leitung Jakob Prandtauers. Seither mehrfach renoviert und restauriert. | BDA-Hist.: Q2082916 Status: § 2a Stand der BDA-Liste: 2025-06-30 Name: katholische Pfarrkirche Mariae Himmelfahrt GstNr.: 1 Pfarrkirche Ravelsbach |
| ja   | Datei hochladen | Münich- oder Teufelhof/Mittererhaus HERIS-ID: 16950 Objekt-ID: 13218seit 2013                         | Kremserstraße 2 Standort KG: Ravelsbach                      | um 1300 erwähnt, neu erbaut 1418. Meierhof, später Sitz von Seifensiedern | BDA-Hist.: Q37833345 Status: Bescheid Stand der BDA-Liste: 2025-06-30 Name: Münich- oder Teufelhof/Mittererhaus GstNr.: 57 Ravelsbach Mittererhaus |
| ja   | Datei hochladen | Wohnhaus HERIS-ID: 16949 Objekt-ID: 13217                                                             | Kremserstraße 4 Standort KG: Ravelsbach                      | Zweigeschoßiges Wohnhaus mit Biedermeierfassade. Schon vor dem Jahre 1600 befand sich an dieser Stelle ein Schulgebäude mit einem Schulbrunnen. Die Schule war bis 1897 in Verwendung, später diente das Gebäude als Kindergarten, heute als Wohnhaus. | BDA-Hist.: Q37833336 Status: § 2a Stand der BDA-Liste: 2025-06-30 Name: Wohnhaus GstNr.: 59 Ravelsbach Wohnhaus |
| ja   | Datei hochladen | Friedhof mit Friedhofskapelle HERIS-ID: 16953 Objekt-ID: 13221                                        | bei Kremserstraße 17 Standort KG: Ravelsbach                 | Friedhof mit zahlreichen spätbarocken Grabsteinen. Friedhofskapelle im Kern gotisch, durch barocke Zubauten kreuzförmig erweitert. Um- und Neubau aus den Jahren 1725/26. Mittelteil und Seitenflügel mit geschwungenen Rundgiebeln von Pyramiden flankiert. Segmentbogiges Hauptportal von Statuen des hl. Johannes Ev. und der hl. Maria flankiert. | BDA-Hist.: Q37833369 Status: § 2a Stand der BDA-Liste: 2025-06-30 Name: Friedhof mit Friedhofskapelle GstNr.: 42 Friedhof Ravelsbach |
| ja   | Datei hochladen | Bildstock HERIS-ID: 16954 Objekt-ID: 13222 marterl.at: 14490                                          | vor Parkstraße 8 Standort KG: Ravelsbach                     | Auf einem Natursteinsockel mit ebensolcher Deckplatte steht die lebensgroße Figur des hl. Christophorus aus St. Margarethener Sandstein. Der Heilige stützt sich auf einen Baumstamm und trägt auf der linken Schulter das Jesuskind, das eine kleine Weltkugel in der Hand hält. Das Standbild wurde am 25. Juni 1961 eingeweiht und ist ein Werk von W. Marinko aus Radlbrunn. | BDA-Hist.: Q37833380 Status: § 2a Stand der BDA-Liste: 2025-06-30 Name: Bildstock GstNr.: 207 Ravelsbach Christophorus |
| ja   | Datei hochladen | Unbefestigte Siedlung der Ur- und Frühgeschichte, Fundzone Urtelfeld HERIS-ID: 16428 Objekt-ID: 12689 | Urtelfeld Standort KG: Ravelsbach                            | | BDA-Hist.: Q37814593 Status: Bescheid Stand der BDA-Liste: 2025-06-30 Name: Unbefestigte Siedlung der Ur- und Frühgeschichte, Fundzone Urtelfeld GstNr.: 160/1, 161/1, 161/2, 166, 167, 168/1, 168/2, 171, 172, 174/1, 174/3, 174/4, 175/1, 175/2, 175/10, 442, 443, 444 |
| ja   | Datei hochladen | Bildstock, Pfarrerkreuz HERIS-ID: 16952 Objekt-ID: 13220                                              | Standort KG: Ravelsbach                                      | Stark abgefaste Vierkantsäule, unten mit langgestreckten Zwickeln versehen und oben über eine Stufe auslaufend, im Schulterstück mit 1612 bezeichnet. Auf einer stark nach außen gekehlten Kragenplatte sitzt ein zweiseitig geöffneter Tabernakel mit Pyramidendach, das von einem schmucklosen Steinkreuz bekrönt wird. | BDA-Hist.: Q37833360 Status: § 2a Stand der BDA-Liste: 2025-06-30 Name: Bildstock, Pfarrerkreuz GstNr.: 285/2 Pfarrerkreuz |
| ja   | Datei hochladen | Figurenbildstock heiliger Johannes Nepomuk HERIS-ID: 16956 Objekt-ID: 13224 marterl.at: 14491         | Standort KG: Ravelsbach                                      | Statue des hl. Johannes Nepomuk auf Volutensockel bezeichnet 1757. Der Sockel hat an den Vorderkanten stark hervortretende Bandgirlanden, trägt eine Inschrift mit darüberliegendem Reliefornament, das seitlich in kleinen gerollten Wülsten endet. Die Statue steht auf einer profilierten Deckplatte. | BDA-Hist.: Q37833390 Status: § 2a Stand der BDA-Liste: 2025-06-30 Name: Figurenbildstock heiliger Johannes Nepomuk GstNr.: 390 |
| ja   | Datei hochladen | Bildstock HERIS-ID: 16957 Objekt-ID: 13225                                                            | Standort KG: Ravelsbach                                      | Stark abgefaste Vierkantsäule mit vier langgestreckten Zwickeln unten und abgestuften Fasenenden oben aus dem 17. Jahrhundert. Die Kragenplatte ist gestuft und trägt einen vorne geöffneten Tabernakel mit einem Kruzifix und kleinen Heiligenfiguren im Inneren. Die Dachplatte ist nach außen gekehlt und von einem Pyramidendach mit Steinkreuzbekrönung bedeckt. | BDA-Hist.: Q37833399 Status: § 2a Stand der BDA-Liste: 2025-06-30 Name: Bildstock GstNr.: 160/1 |